# Festino

Diagramme de Venn d'un syllogisme en Festino.

Festino est un terme de la logique aristotélicienne désignant le mode EIO de la deuxième figure de syllogisme. Il comprend une majeure de type E, une mineure de type I et une conclusion de type O, c'est-à-dire une majeure universelle négative, une mineure particulière affirmative et une conclusion particulière négative.
Un syllogisme en Festino consiste en une proposition de ce type : Aucun P n'est M, or au moins un S est M, donc au moins un S n'est pas P.
Les trois autres syllogismes de la deuxième figure sont Baroco, Camestres et Cesare.

## Exemples de syllogismes en Festino
1. Aucun quadrupède ne marche sur deux pattes ;
2. Or certains animaux marchent sur deux pattes ;
3. Il y a donc des animaux qui ne sont pas des quadrupèdes.

1. Aucun straight edge ne boit d'alcool ;
2. Il y a des jeunes qui boivent de l'alcool ;
3. Donc certains jeunes n'appartiennent pas au mouvement straight edge.

1. « Nulle vertu n'est contraire à l'amour de la vérité ;
2. Il y a un amour de la paix qui est contraire à l'amour de la vérité ;
3. Donc il y a un amour de la paix qui n'est pas vertu. »[1]